# Мухаммед Теймур
Муха́ммед Тейму́р (араб. محمد تيمور Мухаммад Таймур, Muhammad Taimur; *1892, Каїр — 1921) — єгипетський письменник, один з родоначальників нової єгипетської літератури, рідний брат Махмуда Теймура.
Мухаммед Теймур — автор-новатор єгипетських новел, також відомий своєю відданістю тематиці театру.
Збірка оповідань Мухаммеда Теймура Ma Tarah al-'Uyun («Що бачать очі»), вперше видана 1917 році, у єгипетському літературознавстві традиційно розглядається як відправна точка розвитку єгипетської новели (короткого оповідання з нерозвинутим сюжетом, але, як правило, глибоким, психологічним змістом).
Також Мухаммеда Теймура за звичаєм вважають одним із перших єгипетських театрознавців.
Мухаммед Теймур помер 1921 року.
Український переклад збірки оповідань Мухаммеда Теймура «Що бачать очі» побачив світ 1957 року.